# Staro Štefanje
Staro Štefanje – wieś w Chorwacji, w żupanii bielowarsko-bilogorskiej, w gminie Štefanje. W 2011 roku liczyła 186 mieszkańców.